# Bonaventure Djonkep
Bonaventure Djonkep (né le 20 août 1961 à Bafang) est un footballeur devenu entraîneur.

## Biographie
Djonkep est joueur de l'Union Douala, remportant le championnat camerounais en 1990 et une coupe en 1985.
International camerounais, il dispute la Coupe du monde de football des moins de 20 ans 1981, où il inscrit deux buts contre l'Argentine, mais est éliminé dès le premier tour.
Il participe ensuite aux CAN 1982 (1er tour), 1984 (vainqueur, 2 buts contre le Togo et la Côte d'Ivoire), 1988 (vainqueur) et 1990 (1er tour). Il participe enfin à la Coupe du monde 1990 organisée en Italie (il est quart-de-finaliste).
il est ballon d'or camerounais et meilleur buteur du championnat camerounais en 1981. Trois fois champion du Cameroun .
Co-meilleur buteur des éliminatoires de La CAN 1984(4buts)
En tant qu'entraîneur, il dirige le Cotonsport Garoua entre 2002 et 2003, puis l'Union Douala, avec qui il remporte le championnat du Cameroun de football en 2011-2012. Il dirige actuellement le New Star Douala.